# Beppu
Beppu (japanisch 別府市, -shi) ist eine Großstadt und ein bedeutender Badeort in Japan.

## Geografie
Beppu liegt in der Präfektur Ōita auf der Insel Kyūshū an der Beppu-Bucht. Geprägt wird es von seinen über 3700 Thermalquellen und 168 öffentlichen Bädern. Beppu hat etwa 125.000 Einwohner, aber es kommen pro Jahr ca. 12 Millionen Besucher, die zwischen unterschiedlichen heißen Quellen wählen können. Manche Quellen werden sogar als natürliche Eierkocher verwendet (Onsen-Tamago).
In Beppu befinden sich „Medical Institute of Bioregulation“ der Universität Kyūshū und die „Geophysical Research Station“ der Universität Kyōto.

## Sehenswürdigkeiten
- Beppu Tower
- Beppu-Onsen
- Seilbahn auf den Tsurumi
- Jigoku Meguri. Es gibt 8 verschiedene Jigoku in Beppu. Sie sind sehr einfach mit dem Bus (ab Bahnhof Beppu) zu erreichen.
  - Umi-Jigoku ist ein See, dessen Wassertemperatur ausreicht, um Eier zu kochen. Die Wasserfarbe ist cobaltblau.
  - Oniishibozu-Jigoku besteht aus mehreren kochend heißen Schlammlöchern. Vulkanisches Gas tritt hervor und lässt Blasen entstehen, die an die kahlrasierten Köpfe buddhistischer Mönche erinnern, woher der Name kommt.
  - Yama-Jigoku
  - Kamado-Jigoku
  - Oniyama-Jigoku
  - Shiraike-Jigoku (weiße Teichhölle) hat den Namen aufgrund seiner Wasserfarbe bekommen. Sie ist milchig weiß, leicht ins bläuliche gehend.
  - Chinoike-Jigoku (oft auch Bluthölle genannt) ist ein Teich mit rotem Wasser mit einer Temperatur von 78 °C.
  - Tatsumaki-Jigoku
  - Tatsukai-Jigoku ist ein Geysir, der etwa alle 45 min eine Wasserfontäne in die Luft schießt.

## Verkehr

### Straßenverkehr
- Ōita-Autobahn
- Nationalstraße 10: nach Kagoshima oder Kitakyūshū

### Schienenverkehr
- JR Nippō-Hauptlinie: nach Kokura oder Kagoshima
- historisch: Bis 1961 bestand zwischen Beppu und Ōita eine Eisenbahnstrecke mit straßenbahnähnlichem Betrieb. Nach dem Unfall vom 26. Oktober 1961 wurde die Strecke stillgelegt.[1]

## Angrenzende Städte und Gemeinden
- Ōita
- Usa
- Yufu
- Hiji

## Söhne und Töchter der Stadt
- Junko Iwao (* 1970), Sängerin
- Yūka Ueno (* 2001), Fechterin

## Städtepartnerschaften
- Atami, Japan (1966)
- Mokpo, Südkorea (1984)
- Beaumont, Texas, Vereinigte Staaten (1985)
- Rotorua, Neuseeland (1987)
- Bath, England (1994)